# St. Benedikt (Freising)

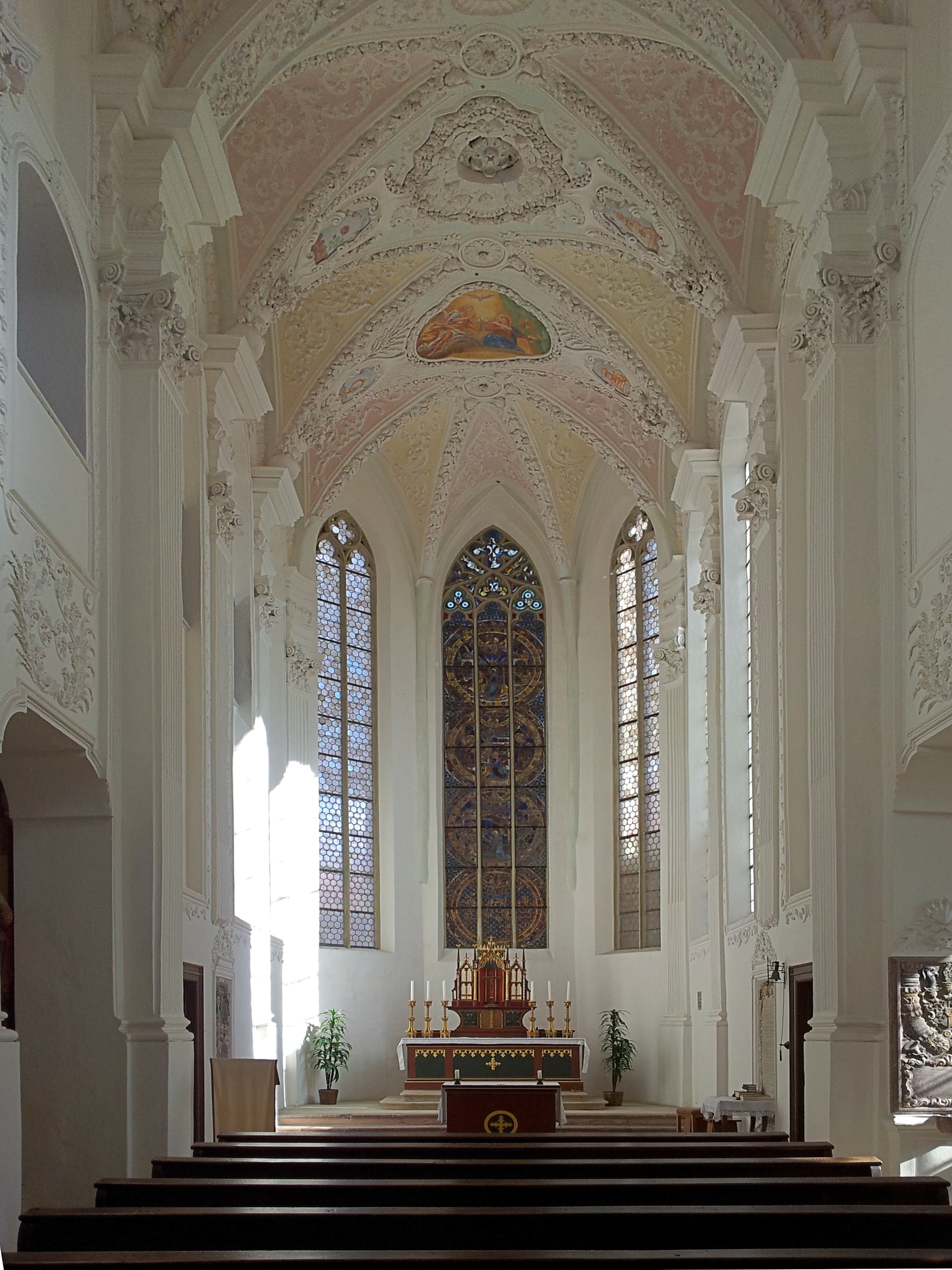
Innenansicht der Kirche mit Altar und Glasgemälde

Die Benediktuskirche ist eine katholische Kirche auf dem Domberg in Freising. Die Kirche liegt östlich des Doms und ist durch den Kreuzgang, der durch den hinteren Teil der Benediktuskirche hindurchführt, erreichbar. Die Kirche ist vom Kreuzgang nur durch Eisengitter (von 1716) getrennt.
Schon Otto von Freising erwähnte die Kirche in seinen Chroniken (V, 24), demnach ist sie von Bischof Korbinian erbaut worden, der dort eine Mönchsgemeinschaft ins Leben rief.
Vermutlich um 825 wurde mit der Einführung der Regula Benedicti am Domkloster Freising eine erste Kirche erbaut. Ob diese jedoch schon an der Stelle der heutigen Kirche stand, ist unklar. Ab dem 12. Jahrhundert wurde die Kirche als Ort der Grablege des ersten Freisinger Bischofs Korbinian verehrt.
Der Bau der heutigen Kirche wurde 1347 von Dompropst Otto von Maxlrain veranlasst. Zu dieser Zeit konnte sich wegen Streitigkeiten zwischen Ludwig dem Baiern und der päpstlichen Kurie in Avignon kein Bischof lange halten. Im Laufe des späten 14. und frühen 15. Jahrhunderts erhielt die Kirche eine vollständige Glasgemäldeausstattung und diese blieb bis zum 18. Jahrhundert erhalten. Von diesen Fenstern, von denen jedes von einem Domherrn gestiftet worden war, existiert heute nur noch das Hauptfenster in der östlichen Fensteröffnung des Chores. Dieses Fenster des Dompropsts wurde um 1400 von Eglolf von Hornpeck geschaffen. Die gotische Kirche erhielt 1716 barocke Stuckarbeiten durch Nikolaus Liechtenfurtner.
Die Barockisierung der Benediktus-Kirche schloss sich an die Stuck- und Freskendekoration des Kreuzgangs (1716) an. Die Deckenfresken in der Kirche können zwei Malern zugeschrieben werden, sind aber nicht gut erhalten.
Die Fresken in den Seitenschiffen entsprechen in der Malweise den Kreuzgang-Fresken von Johann Baptist Zimmermann und werden deshalb ebenfalls ihm zugeschrieben. Es handelt sich um folgende Darstellungen:
- Nördliches Seitenschiff (von Westen nach Osten): 
 hl. Hieronymus (mit dem Löwen) – hl. Augustinus (mit dem flammenden Herzen) – hl. Ambrosius (mit den Bienen) – [hl. Gregor]. 
 Ursprünglich waren die vier lateinischen Kirchenväter dargestellt, doch das Bild des hl. Gregor wurde 1839 zerstört.
- Südliches Seitenschiff (von Westen nach Osten): 
 hl. Markus (mit dem Löwen) – hl. Lukas (mit dem Ochsen) – hl. Matthäus – [hl. Johannes]. 
 Ursprünglich waren die vier Evangelisten dargestellt, doch das Bild des hl. Johannes wurde 1839 übertüncht.

Die Deckenfresken in Chor und Mittelschiff wurden „versuchsweise“ Franz Joseph Lederer zugeschrieben: Verkündigung an Maria – Geburt Christi – Putti und elf kleinere Darstellungen von marianischen Symbolen (Emblemata) mit lateinischen Beischriften.
Das ehemalige Hochaltarblatt von 1665, „Vertreibung der Händler aus dem Tempel“ von Christopher Paudiß, befindet sich jetzt im Diözesanmuseum. Im nördlichen Seitenschiff Gemälde „Enthauptung Johannes d.T.“ von Andreas Wolff.
In der Kirche und dem Kreuzgang ließen sich nach den Mönchen des Domklosters auch die Weltpriester des Freisinger Domkapitels bestatten.

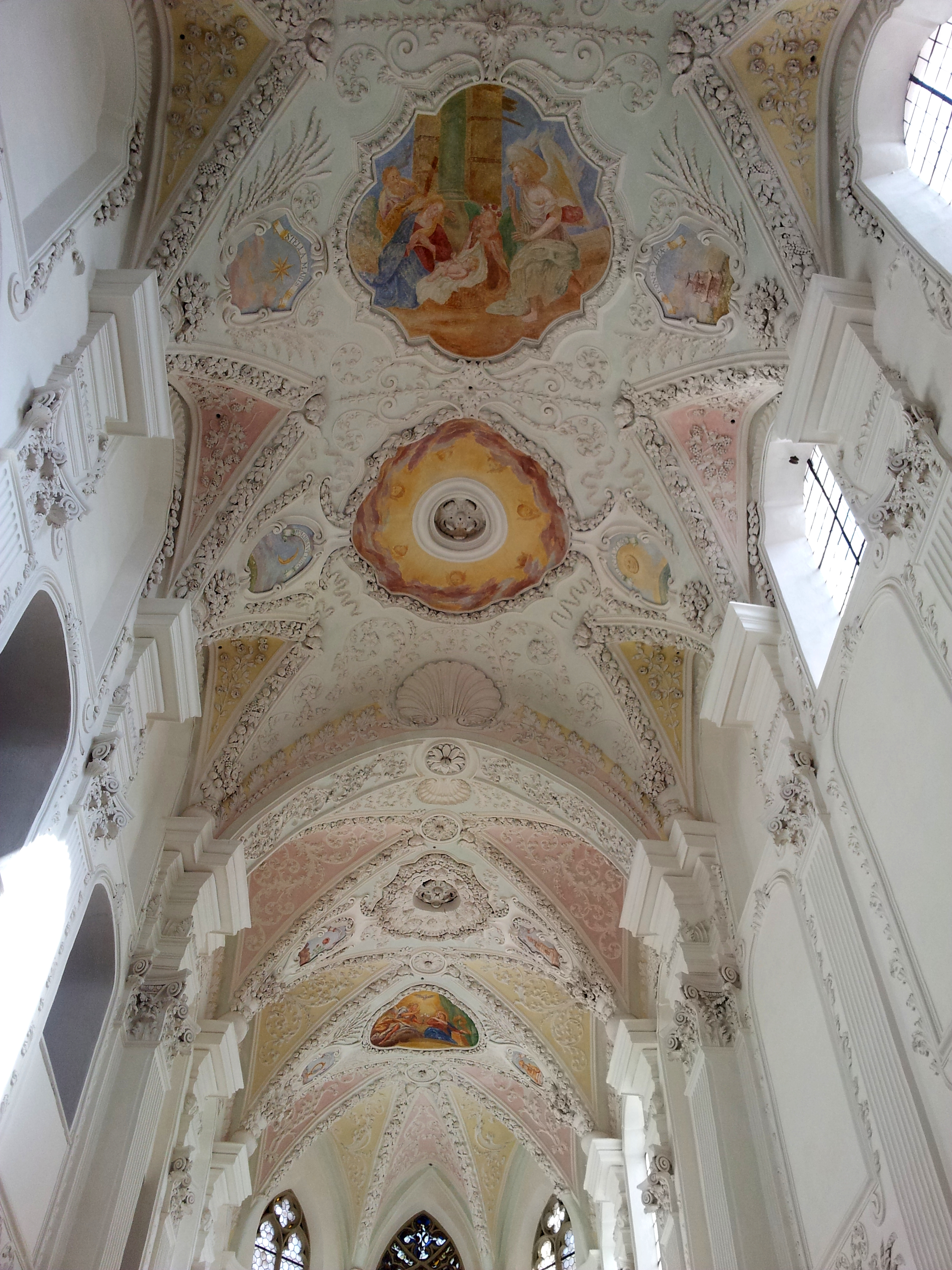
Ansicht der Decke
Gotisches Bleiglasfenster von 1412
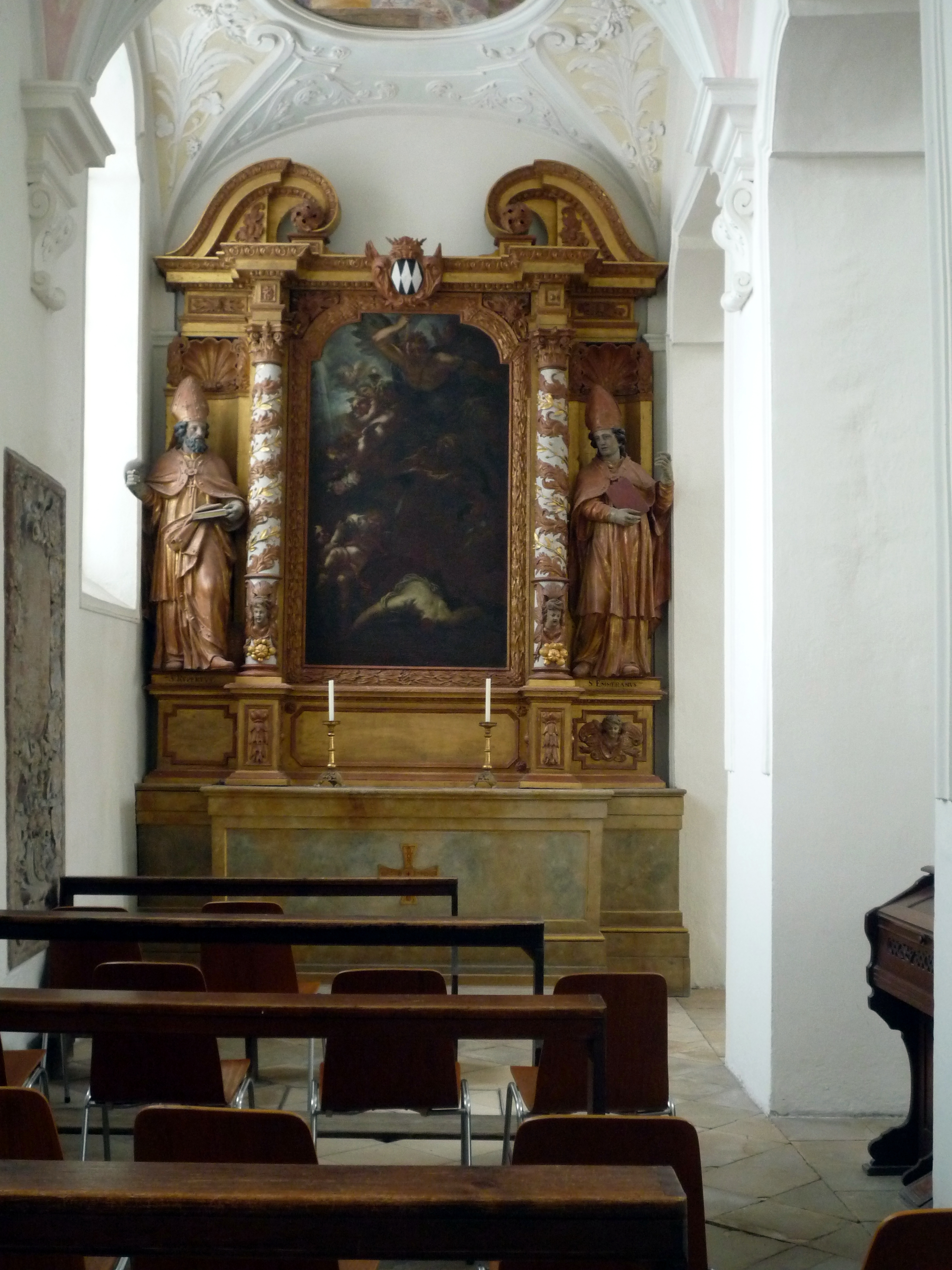
Nördlicher Seitenaltar
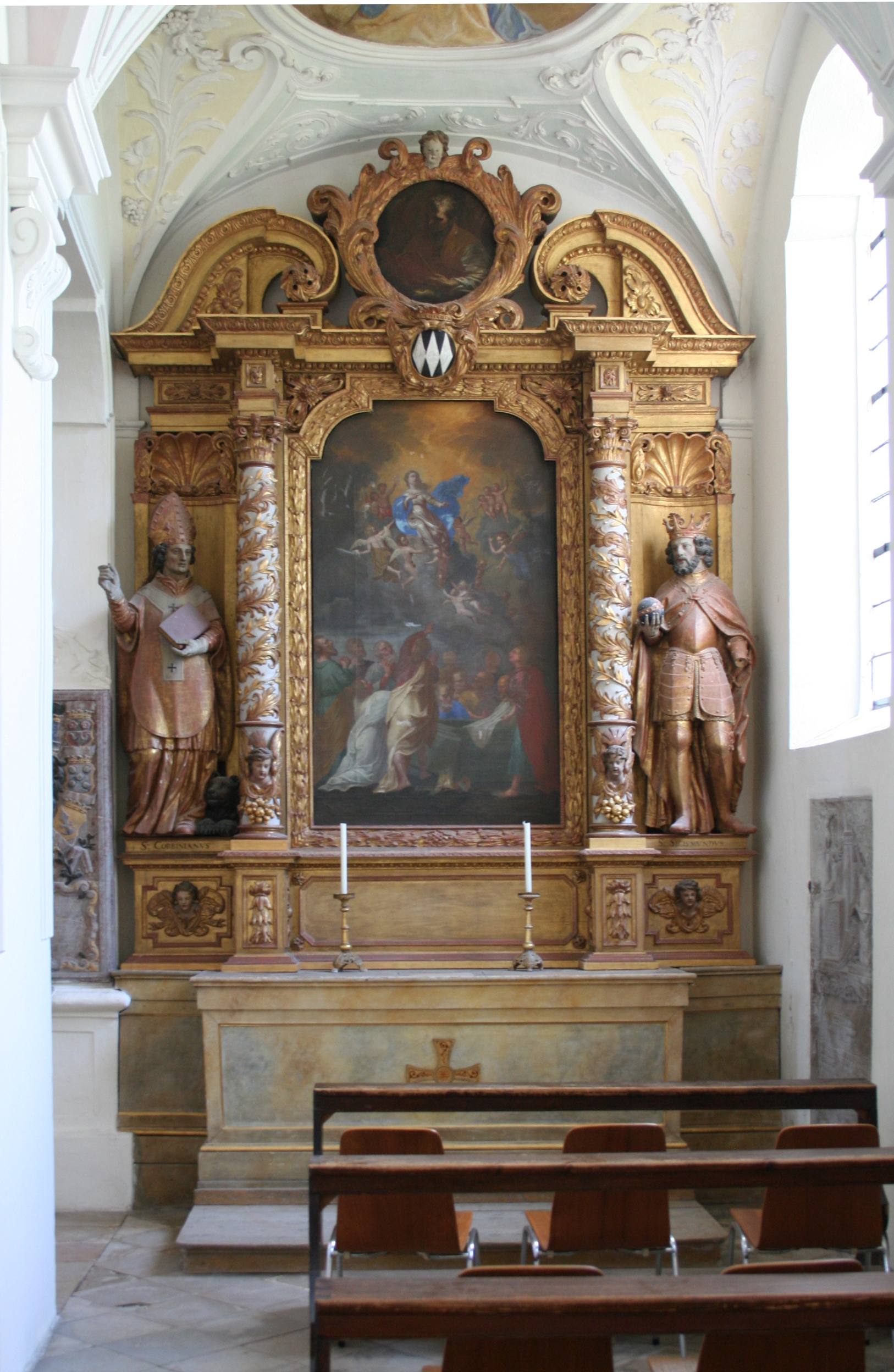
Südlicher Seitenaltar
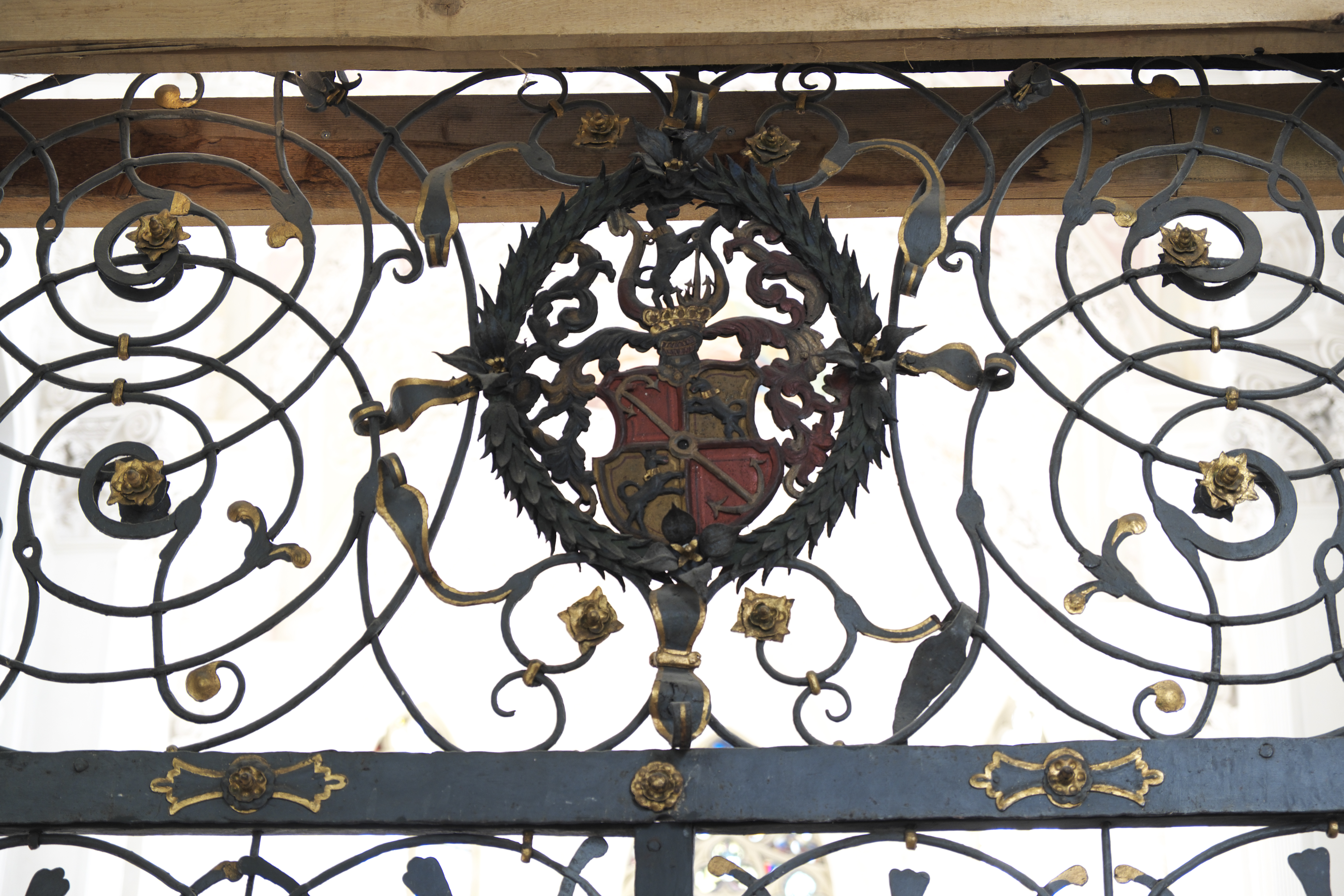
Eisengitter mit Wappen
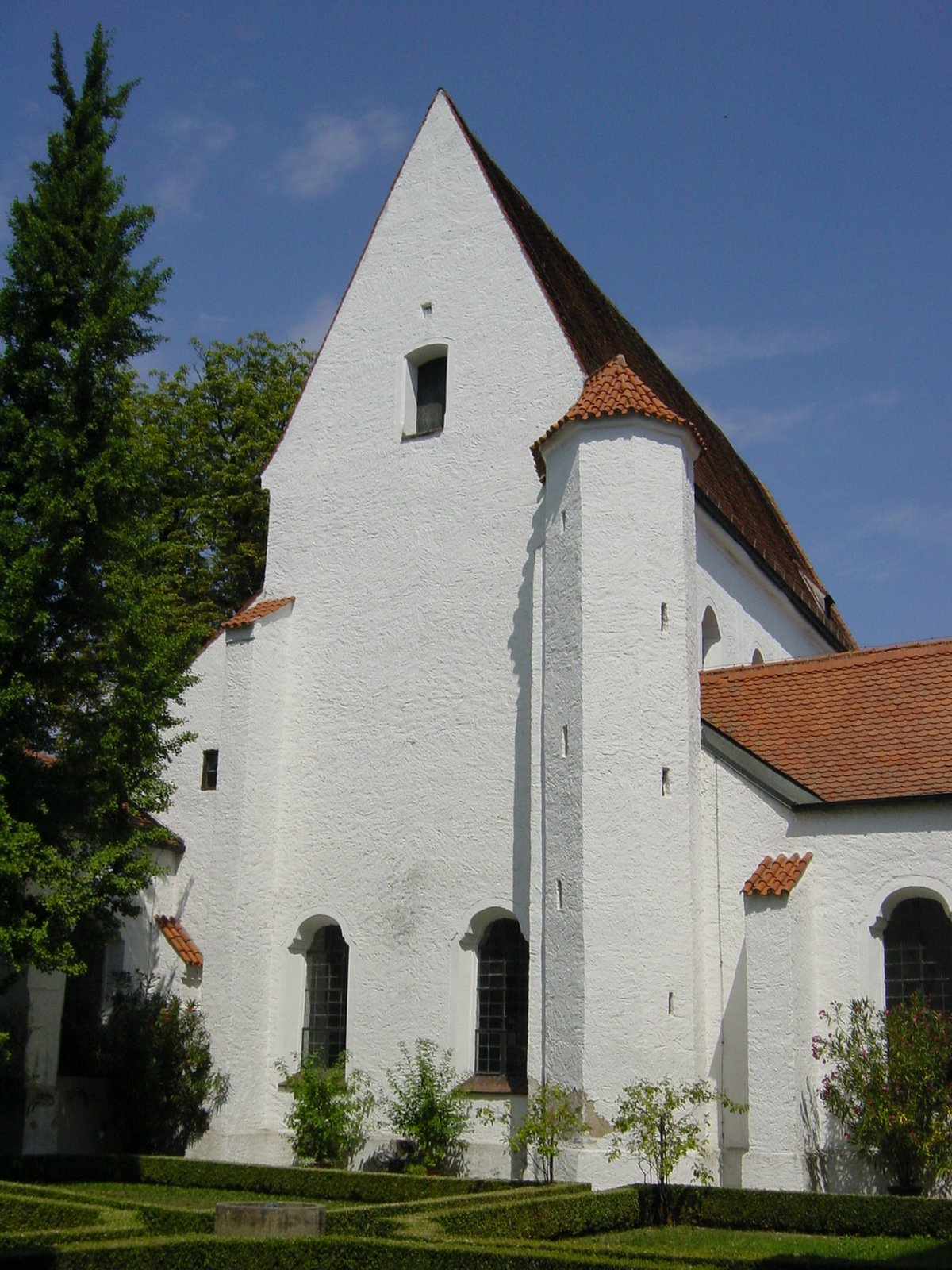
Außenansicht